# دانشگاه اسلامی روسیه

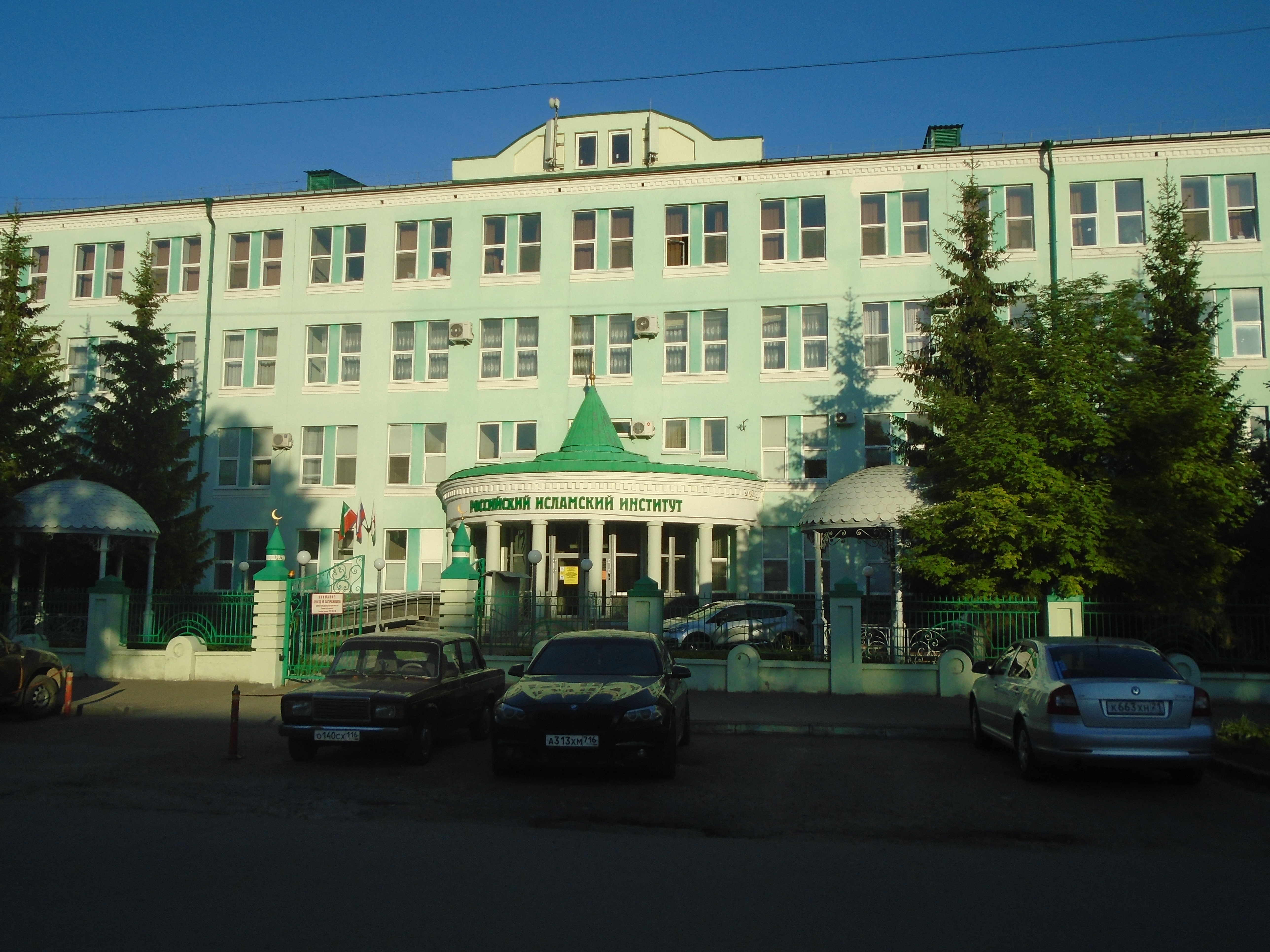
دانشگاهی در روسیه

دانشگاه اسلامی روسیه (به روسی: Российский исламский университет) یک دانشگاه دینی-اسلامی که در سال ۱۹۸۸ میلادی در شهر کازان، تاتارستان در فدراسیون روسیه بنیان‌گذاری شده‌است؛ که در سال ۲۰۰۹ به دانشگاه ارتقاء یافته‌است. دانشگاه اسلامی روسیه از چهار دانشکده (انسان‌دوستی، حقوق اسلامی، الهیات و اسلام‌شناسی) تشکیل شده و نزدیک به ۷۰ استاد و ۴۰۰ دانشجو در این دانشگاه تحصیل می‌کنند. در حال حاضر رافیک محمد شویچ محمد شین ریاست این دانشگاه را برعهده دارد.